# Veto
Veto (lat.), zabrana, pravo nekog subjekta, npr. države članice u međunarodnim organizacijama, političkog djelatnika na nacionalnoj ili regionalnoj razini i sl., da pod određenim, pravno uređenim uvjetima, zaustavi donošenje neke odluke, izglasavanje neke rezolucije, zakona i sl. ako procijeni da to nije u njegovu ili općem interesu. Najpoznatiji su slučajevi prava stavljanja veta na odluke Vijeća sigurnosti UN-a (to pravo imaju stalne članice Vijeća sigurnosti), pravo veta predsjednika SAD-a na odluke Kongresa i sl. U nekim slučajevima težinu veta ima i ne pristajanje na neke odluke, npr. u Europskoj uniji.